# 2004년 KIA 타이거즈 시즌
2004년 KIA 타이거즈 시즌은 KIA 타이거즈가 KBO 리그에 참가한 4번째 시즌으로, 해태 타이거즈 시절까지 합하면 23번째 시즌이다. 김성한 감독이 팀을 이끈 네 번째 시즌이었으나 시즌 초반 선발투수 김진우 최상덕의 부상 공백과 믿었던 타선의 동반 침묵 탓인지 4월부터 연패를 거듭하여 4~5위를 맴돌다가 올스타전 휴식기 이후 5연패의 수렁에 빠져 중도 경질되었고, 유남호 감독 대행이 남은 시즌을 책임졌다. 
팀은 8팀 중 정규시즌 4위에 오르며 3년 연속으로 포스트시즌에 진출했음에도  준플레이오프에서 두산 베어스에게 무승 2패로 스윕을 당하며 탈락했는데 팀 불펜의 핵이었던 유동훈과 3루수 이현곤이 연루된 병역비리 초강력 태풍이 그라운드를 강타한 것이 컸으며 한국무대 첫 해인 2001년 7승(6선발승)을 기록했으나  썩 만족스럽지 않은 ERA와 피홈런이 많았던 탓인지 같은 해 말 재계약을 포기한 레스, 좌완 투수의 잇점을 살려 입단 2년째인 98년부터 2선발승 이상(98년 4 99년 6 2000년 2 2001년 2) 기록하여 자신의 자리를 굳혀간 오철민 이후  2002년부터  좌완투수가 2선발승 이상 기록하지 못했고 그나마 오철민은 거듭된 부상 탓인지 프로선수 생활 내내 두자릿수 선발승을 한 번도 거두지 못했다.
이에 KIA는 2005년 5월 말 블랭크를 영입했는데  데뷔 뒤   4연승을 거두는 등 잘 나갔지만 7월 이후 4이닝을 못 넘기는 이닝이 속출한 데다 코칭스태프가 7월 들어 블랭크를 두 차례나 구원등판시키는  원칙 없는 투수운용으로 비난을 받았고 이로 인해 블랭크는 2005년 20경기 93이닝 47실점 44자책점 4승 4패 ERA 4.26에 그쳐 시즌 후 한국을 떠나야 했다.

## 타이틀
- 제일화재 프로야구대상 최고수비상: 이종범
- 한국갤럽 선정 한국인이 좋아하는 스포츠스타 9위: 이종범
- 올스타 선발: 장성호 (1루수), 김종국 (2루수), 이종범 (외야수), 마해영 (지명타자)
- 올스타전 추천선수: 리오스, 신용운
- 컴투스프로야구2022 타이틀홀더 라인업: 리오스 (구원투수)
- 컴투스프로야구 2000년대 KIA 타이거즈 라인업: 리오스 (선발투수)
- 출장(타자): 이종범, 김종국 (133)
- 득점: 이종범 (100)
- 희생플라이: 마해영 (11)
- 투수 WAR: 리오스 (7.23)
- 선발등판: 리오스 (32)
- 완봉: 리오스 (2)
- 다승: 리오스 (17)
- 선발승: 리오스 (17)
- 이닝: 리오스 (222.2)
- 상대한 타자 수: 리오스 (932)
- 퀄리트 스타트: 리오스 (23)
- 투구 수: 리오스 (3506)
- 병살 유도: 리오스 (25)
- 경기 당 투구 수: 리오스 (109.6)

### 퓨처스리그
- 남부리그 1루타: 허준 (49)
- 도루: 김인철 (21)
- 완투: 고우석 (1)

## 선수단
- 선발투수: 리오스, 마뇽, 강철민, 이동현, 이대진, 최상덕
- 구원투수: 유동훈, 이강철, 김진우, 최향남, 조규제, 정원, 임준혁, 최용호, 조태수, 윤형진, 오철민, 김주철, 이원식, 이경원, 문수호, 이상화, 곽현희, 방동민, 소소경, 고우석
- 마무리투수: 신용운, 박강우
- 포수: 김상훈, 김지훈
- 1루수: 장성호, 마해영
- 2루수: 김종국
- 유격수: 홍세완, 서동욱
- 3루수: 손지환, 이현곤, 김주형, 허준
- 좌익수: 박재홍, 김경언, 김민철, 김원섭, 김인철, 김경진
- 중견수: 이종범
- 우익수: 심재학, 이정상
- 지명타자: 이재주, 김주호

## 여담
- 홈구장인 무등 야구장의 천연 잔디를 애스트로 터프로 교체했다.
- 5월 5일 한화 이글스와의 경기가 15대 15로 끝나, KBO 리그 사상 최다 득점 무승부 경기로 기록되었다.
- 이 시즌 팀은 120개의 사구를 내줘 역대 단일 시즌 팀 최다 사구 허용 기록을 세웠다.
- 이 시즌은 KBO 리그 사상 10번째로 규정 이닝 충족 투수 전원이 양수 WAR을 기록한 시즌이다. 이 중 가장 WAR이 낮았던 강철민은 WAR 0.44를 기록했다.
- 리오스는 홈경기에 21번 선발 등판하여 KBO 리그 역대 단일 시즌 홈경기 최다 기록을 세웠다.
- 마뇽은 이 시즌을 끝으로 KBO 리그를 떠나 KBO 리그 외국인 투수 통산 포스트시즌 최저 피출루율(0.083) 기록을 세웠다.